# Bochen (Halver)
Bochen ist eine Hofschaft von Halver im Märkischen Kreis im nordrhein-westfälischen Regierungsbezirk Arnsberg in Deutschland.

## Lage und Beschreibung
Bochen liegt auf 300 m ü. NHN im nordöstlichen Halver im Tal der Hälver. Der Ort ist über eine Zufahrt von der Bundesstraße 229 bei Heesfeld erreichbar. Weitere Nachbarorte sind Oeckinghausen, Bruch, Mesenhohl, Lingen, Bocherplatz, Neuenhaus und Husen. 
An Bochen verläuft die als Rad- und Wanderweg umgebaute Trasse der Hälvertalbahn vorbei. Das um 1600 erbaute Fachwerkhaus in Bochen ist als Kulturdenkmal unter Schutz gestellt.

## Geschichte
Bochen wurde erstmals 1500 urkundlich erwähnt, die Entstehungszeit der Siedlung wird aber im Zeitraum zwischen 1300 und 1400 in der Folge der zweiten mittelalterlichen Rodungsperiode vermutet. Bochen war Teil von Heesfeld.
1818 lebten neun Einwohner im Ort. 1838 gehörte Bochen der Oeckinghauser Bauerschaft innerhalb der Bürgermeisterei Halver an. Der laut der Ortschafts- und Entfernungs-Tabelle des Regierungs-Bezirks Arnsberg als Ackergut kategorisierte Ort besaß zu dieser Zeit ein Wohnhaus und eine Fabrik bzw. Mühle. Zu dieser Zeit lebten 19 Einwohner im Ort, allesamt evangelischen Glaubens.
Das Gemeindelexikon für die Provinz Westfalen von 1887 gibt eine Zahl von 14 Einwohnern an, die in einem Wohnhaus lebten.